# Czarna Góra
Czarna Góra je výrazná hora v polské části pohoří Králický Sněžník, asi 6 km SSZ od vrcholu Králického Sněžníku. Při pohledu ze dna Kladské kotliny se dokonce jeví vyšší než Králický Sněžník a může s ním být lehce zaměněna.

## Stavby na vrcholu
- Na vrcholu se od roku 2000 do roku 2021 nacházela dřevěná rozhledna, poskytující kruhový rozhled.
- Asi 400 metrů severně od vrcholu stojí stožár televizního vysílače. Za dobrého počasí lze světla vysílače vidět z mnohakilometrové vzdálenosti, a tak je dobrým orientačním bodem.
- Na severovýchodním svahu se rozkládá lyžařské středisko Czarna Góra, zprovozněné začátkem tohoto století.

## Přístup
Přes vrchol vedou červeně a zeleně značené cesty. V okolí hory se také nachází množství cyklotras o různé náročnosti, včetně tří tras pro závodní sjezd na horských kolech.

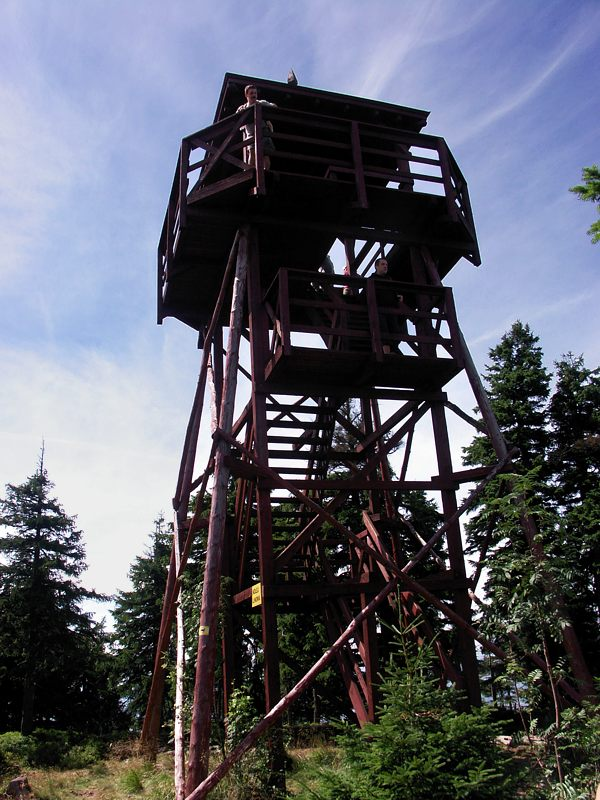
Rozhledna

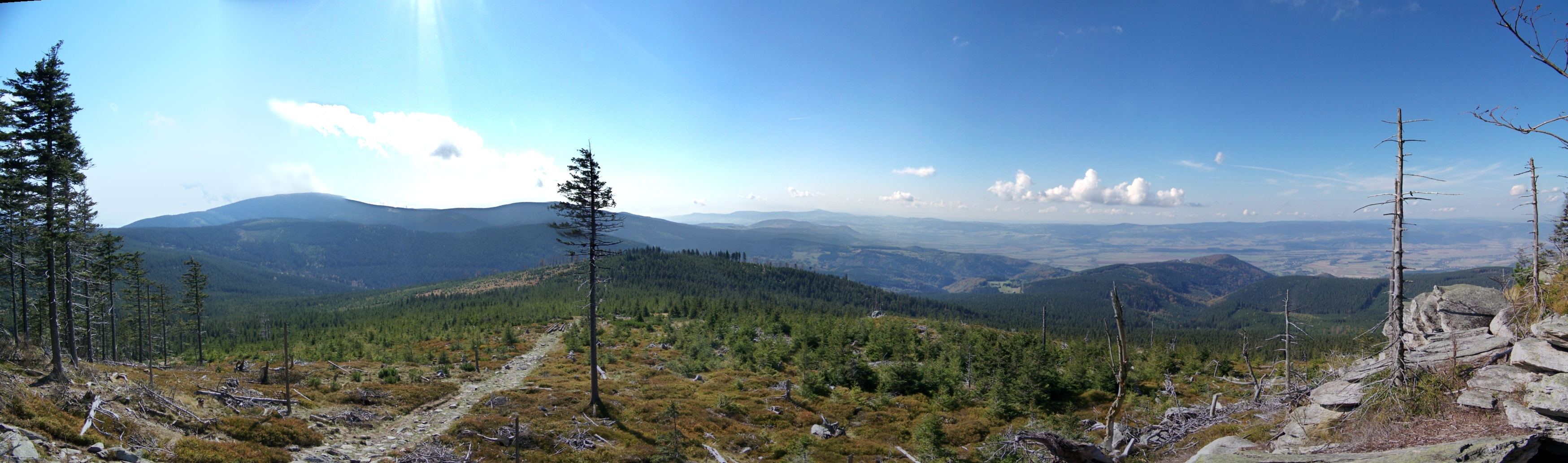
Výhled z vrcholu